# Анна Ахшарумова
Анна Марковна Ахшарумова е руско-съветска и после американска шахматистка, гросмайсторка при жените. Съпруга е на гросмайстора Борис Гулко. От години не е активна състезателка.

## Биография
Шампионка е на Съветския съюз при жените през 1976 и 1984 г.
През 1986 г. емигрира в Съединените американски щати. Година по-късно става шампионка при жените на новата си родина с перфектния резултат 9 победи от 9 партии.
През 1988 г. участва на шахматната олимпиада в Солун. Състезава се на първа дъска и завършва с резултат 8,5/13 точки. На турнира постига престижни ремита с Пиа Крамлинг, Мая Чибурданидзе и Алиса Марич.
През юни 1990 г. участва на междузоналния турнир за жени в Куала Лампур, където заема шесто място в крайното класиране.